# Cristina D'Avena e i tuoi amici in TV 14
Cristina D'Avena e i tuoi amici in TV 14 è una raccolta della cantante Cristina D'Avena pubblicata nel 2001.

## Tracce
1. Always Pokémon (Alessandra Valeri Manera/Max Longhi, Giorgio Vanni) 2:54
2. Papyrus e i misteri del Nilo (A. Valeri Manera/Franco Fasano) 4:39
3. Mila e Shiro due cuori nella pallavolo (A. Valeri Manera/Carmelo Carucci) 2:55
4. I Cavalieri dello Zodiaco (A. Valeri Manera/M. Longhi, G. Vanni) 3:24
5. Pirati si nasce (A. Valeri Manera/G. Fasano) 3:49
6. Beethoven (A. Valeri Manera/G. Fasano) 3:54
7. Lisa e Seya un solo cuore per lo stesso segreto (A. Valeri Manera/G. Fasano) 4:14
8. What a mess Slump e Arale (A. Valeri Manera/M. Longhi, G. Vanni) 3:25
9. Sakura la partita non è finita (A. Valeri Manera/G. Fasano) 4:17
10. Super Elvis la stella del rock (A. Valeri Manera/M. Longhi, G. Vanni) 2:47
11. Marsupilami (A. Valeri Manera/G. Fasano) 3:44
12. Tazmania (A. Valeri Manera/C. Carucci) 3:01
13. Ughetto cane perfetto (A. Valeri Manera/G. Fasano) 3:28
14. Il gatto col cappello (A. Valeri Manera/Silvio Amato) 3:11

## Interpreti e cori
- Cristina D'Avena (n. 2-3-5-6-7-9-10-11-12-13-14)
- Cristina D'Avena e Giorgio Vanni (n. 1-8)
- Giorgio Vanni (n. 4)
- I Piccoli Cantori di Milano diretti da Laura Marcora, Cristina Paltrinieri, Simona Scuto, Silvio Pozzoli, Marco Gallo, Roberto Oreti, Nadia Biondini